# Dirty Three
Dirty Three is een Australische instrumentale rockband, bestaande uit Warren Ellis (viool en basgitaar), Mick Turner (elektrische en basgitaren) en Jim White (drums), opgericht in 1992. Hun album Horse Stories uit 1996 werd door Rolling Stone verkozen tot een van de drie beste albums van het jaar. De twee albums Ocean Songs (1998) en Toward the Low Sun (2012) bereikten de top 50 van de ARIA Albums Chart. Tijdens hun carrière hebben ze veel van hun tijd in het buitenland doorgebracht als ze niet samen optraden. Turner woont in Melbourne, White in New York en Ellis in Parijs. In oktober 2010 werd Ocean Songs vermeld in het boek 100 Best Australian Albums.

## Bezetting
- Warren Ellis
- Jim White
- Mick Turner

## Geschiedenis
Dirty Three werd geformeerd als instrumentaal rocktrio in Melbourne in 1992 met Warren Ellis op viool en basgitaar (ex-These Future Kings in 1986), Mick Turner op lead- en basgitaren (Sick Things, The Moodists, Venom P. Stinger, Fungus Brains) en Jim White op drums (People with Chairs Up Their Noses, Feral Dinosaurs, Venom P. Stinger). Voorafgaand aan de oprichting van Dirty Three studeerde Ellis klassieke viool, werkte kort als onderwijzer in regionaal Victoria en speelde vervolgens als straatmuzikant in Europa. Ellis schreef muziek voor theatergroepen en speelde voordat hij optrad met bands uit Melbourne. Ellis was ook lid van The Blackeyed Susans, Busload of Faith, Kim Salmon & the Surrealists en is sinds 1994 lid van Nick Cave & the Bad Seeds. Turner en White hebben in de jaren 1980 en de vroege jaren 1990 een gedeelde muziekgeschiedenis via tal van gemeenschappelijke bands. Buiten de activiteiten van Dirty Three hebben beide sindsdien bijgedragen aan andere artiesten en bands. White's vorige band Feral Dinosaurs bevatte ook Conway Savage, ook lid van Nick Cave and the Bad Seeds en The Blackeyed Susans. White speelde ook op platen van Hunters and Collectors en Tex, Don and Charlie.
Op Anzacdag (25 april) 1992 speelde Dirty Three hun eerste optreden in het Baker's Arms Hotel in Richmond (Victoria). Bij de eerste liveshow van het trio bevestigde Ellis een gitaarpick-up aan zijn viool met een rubberen band, waardoor het instrument een vervormde, met feedback doordrenkte toon kreeg, in tegenstelling tot het meer traditionele geluid van de viool. In 1992 namen ze een titelloze cassette van 12 nummers op in Turners slaapkamer (ook bekend als Scuzz Studio). Dirty Three speelde in de hele binnenstad van Melbourne in Abbotsford, daarna in Fitzroy, Richmond en St. Kilda. In 1993 werden exemplaren van de Dirty Three-cassette weggegeven tijdens hun eerste optredens. In 1994 waren ze het voorprogramma van internationale bands als Pavement, Beastie Boys en John Spencer Blues Explosion. In juli van dat jaar bracht Torn & Frayed Records het gelijknamige album van de band uit. Volgens de Australische rockmuziekhistoricus Ian McFarlane was het vol met Ellis' afwisselend subtiele en dramatische viool, Turners trillende gitaarlijnen en White's sympathieke drumwerk was een sterke introductie tot het sfeervolle muzikale palet van de band.
In november 1994 werd hun volgende album Sad & Dangerous uitgegeven bij het label Poon Village en bevatte nummers van de eerdere cassette van het trio. Het album, samen met daaropvolgende tournees met Sonic Youth, John Cale en Pavement, leidde tot een platencontract bij Touch and Go Records uit Chicago. In maart 1995 begon de band een tournee door de Verenigde Staten met een optreden in San Francisco. In mei traden ze op tijdens het Music West Festival in Vancouver, Brits-Columbia. Vervolgens toerden ze dat jaar vier keer door de Verenigde Staten en vervolgens door Europa met optredens in Griekenland, Duitsland en het Verenigd Koninkrijk. Ze reisden door Israël met Nick Cave & the Bad Seeds en toen ze in augustus in Londen optraden met Cave, die ook deelnam aan het Palace-project, verzorgden ze een live soundtrack voor de stille film Carl Dreyer The Passion of Joan of Arc op het National Film Theatre.
Ze traden op tijdens de Big Day Out-concerten in januari 1996, voor de show in Melbourne werden ze op het podium vergezeld door Cave. Later in 1996 toerden ze opnieuw door de Verenigde Staten. Een van de shows was in Maxwell's, New Jersey. In september van dat jaar brachten ze hun volgende album Horse Stories uit, dat door Rolling Stone werd uitgeroepen tot een van de drie beste albums van het jaar. In maart 1998 bracht de band Ocean Songs uit, wat volgens Chris Morris van Billboard een onverwachte nieuwe richting was, waar het geluid nog steeds brutaal live is, de sfeer over het algemeen meeslepend en lyrisch is, in plaats van explosief en koortsig. Het album piekte in de top 50 van de ARIA Albums Chart. In oktober 2010 werd Ocean Songs vermeld in het boek 100 Best Australian Albums. Er werd beschreven dat het een Australisch geluid vertoonde dat nog nooit eerder was gehoord, een geluid dat zich bewust was van ons uitgestrekte landschap maar dat werd grootgebracht in de stedelijke landschappen van onze verschillende ondergrondse circuits in de binnenstad. In mei 1998 begonnen ze aan een Amerikaanse tournee van twee maanden. De band zorgde voor vijf nieuwe nummers voor de soundtrack van de debuutfilm Praise (1998) van John Curran.
In maart 2000 bracht Dirty Three nog het studioalbum Whatever You Love, You Are uit, waarvan McFarlane vond dat het diepe, rijke, emotionele muzikale vergezichten toonde en de verbinding van de band met de muziek en aanpak van jazzgrootheid John Coltrane bevorderde. In 2002 toerde Dirty Three samen met de Amerikaanse indierocker Chan Marshall (ook bekend als Cat Power) door Taiwan en beide artiesten keerden terug in 2004. Ook in 2004 speelden ze tijdens het Meredith Music Festival, waar een regenbui hun optreden bedreigde. Eind 2005 bracht Dirty Three hun zevende grote album Cinder uit. Hoewel ze volgden in de geest van Ocean Songs, wijkt het af van hun eerdere werken: het was hun eerste album met zang (van Marshall en van Sally Timms van The Mekons), zij het op twee van de negentien nummers. De sporen zijn over het algemeen korter en beknopter en in plaats van hun gebruikelijke live-in-the-studio-techniek namen ze het werk van elk lid afzonderlijk op.
In 2006 toerden ze door Maleisië, Hong Kong, China en Taiwan. In mei 2007 cureerde de band een weekend van het All Tomorrow's Parties festival, waarbij ze bands boekten die ze bewonderden en zelf twee keer optraden. In november brachten ze een dvd-set met twee schijven uit. De eerste schijf The Dirty Three toont een live concert uit Tokio, Japan, opgenomen in HD door Taiyo Films en de tweede schijf bevat verschillende live optredens van 1994 tot 2006, een documentaire en interviews. Filmregisseur Darcy Maine voltooide de documentaire over de geschiedenis van de band. In februari 2012 bracht de band Toward the Low Sun uit en in maart traden ze op in het Sydney Opera House. Het album piekte in de top 40 van de ARIA Albums Chart en verscheen in de top 50 van Billboard's Top Heatseekers Chart.

## Samenwerkingen
Sinds 1996 is violist Warren Ellis van Dirty Three lid van Nick Cave & the Bad Seeds. Ellis en Mick Turner hebben elk soloalbums uitgebracht. Daarnaast hebben Turner en Jim White verschillende uitgebreide toneelstukken uitgebracht als The Tren Brothers en verschijnen ze als achtergrondmuzikanten op albums van Cat Power, Bonnie 'Prince' Billy en PJ Harvey (White drums). Turner is ook een internationaal tentoongestelde schilder met zijn eigen werk op de covers van hun belangrijkste albums, behalve Sad & Dangerous. Hij runt ook het eigen platenlabel van de band, Anchor & Hope Records. In 1999 nam Dirty Three met Low een In the Fishtank-sessie op voor Konkurrent Records. Dirty Three hebben albums uitgebracht bij Touch & Go Records en hebben getoerd met Nick Cave, Sonic Youth, Low, Pavement, Throwing Muses, Cat Power, PJ Harvey, Bonnie 'Prince' Billy, Devendra Banhart, Josh T. Pearson, Shannon Wright en The Pogues. Tijdens hun carrière heeft de band veel van hun tijd in het buitenland doorgebracht, wanneer ze niet samen optraden, was Turner gevestigd in Melbourne, woonde White in New York en Ellis in Parijs.

## Stijl
De Australische rockmuziekhistoricus Ian McFarlane vergeleek de band met jazzrockers uit de jaren 1970, MacKenzie Theory, en schreef dat het rommelende, dynamische geluid van de band een open, geïmproviseerde, elektrische rock bevatte, minus de jazzrockhistrionica. Bij het beschrijven van het geluid van de band hebben muziekjournalisten ballads, folk, rock, klassieke muziek, kamermuziek, freejazz en blues, Keltische muziek andere Europese volksstijlen en Indiase raga genoemd.

## Discografie

### Studioalbums
- 1993: Dirty Three  (Scuzz Production)
- 1994: Dirty Three (Torn & Frayed)
- 1994: Sad & Dangerous (Poon Village)
- 1996: Horse Stories (Anchor & Hope/Touch & Go)
- 1998: Ocean Songs (Bella Union)
- 2000: Whatever You Love, You Are (Bella Union)
- 2003: She Has No Strings Apollo (Bella Union)
- 2005: Cinder (Anchor & Hope)
- 2012: Toward the Low Sun (Anchor & Hope)

### Compilatiealbums
- 2000: Lowlands (Anchor & Hope)

### Livealbums
- 2005: Live! At Meredith (Anchor & Hope)

Aanbevolen in:
- 2006: Sticky Carpet
- 2006: Meredith Music Festival: A Weekend in the Country
- 2009: All Tomorrow's Parties

### Ep's
- 1997: Obvious is Obvious (split ep met Low) (Touch and Go Records)
- 1998: Sharks (Anchor & Hope)
- 1998: Ufkuko (Bella Union)
- 2001: In the Fishtank 7 (met Low) (Konkurrent Records)

### Soundtracks
- 1999: Praise
- 2012: Mud

### Singles
- 1998: A Strange Holiday (7" splitsingle met Scenic) (Narwhal Recordings)
- 2005: Great Waves (Bella Union)
- 2006: Doris/I'm So Lonesome I Could Cry (7" splitsingle met Josh T. Pearson) (Bella Union)

### Andere optredens
- 1995: I Remember a Time When Once You Used to Love Me – Absolutely Live 1995 (ALMAVIVA Records)
- 1996: Jaguar" – Why Should the French Have All the Fun? (Polydor Records)
- 1996: Time Jesum Transeuntum et Non Riverentum, The X-Files Theme – Songs in the Key of X (door Nick Cave and Dirty Three) (Warner Records)
- 1999: Sirena – Recovery:  Ready for Transmission (ABC Music)
- 1999: Homebake 3
- 2003: At Least You Can Die with a Smile on Your Face
- 2005: Un Cadavre Exquis
- ????: Come Fly with Us (Glitterhouse Records)